# Tetčiněves
Tetčiněves (německy Tetschendorf) je vesnice na východě okresu Litoměřice v Ústeckém kraji, jedna ze 24 místních částí města Úštěku. Vesnice leží v údolí Úštěckého potoka necelé tři kilometry jižně od Úštěku v nadmořské výšce od 208 do 220 m.

## Historie
V osadě stávala kdysi vladycká tvrz, což dokazují vlastní jména vyskytující se v starých listinách Českého království. První písemná zmínka o Tetčiněvsi pochází z roku 1318. Roku 1391 držel tvrz rytíř Chval z Tetčiněvsi. Roku 1401 seděl na tetčiněvské tvrzi Jan z Rochova. Roku 1505 dostal Jan, bratr Zikmunda z Vartenberka, Tetčiněves. V 16. století získali Tetčiněves pro své rozsáhlé panství úštěčtí Sezimové a od té doby měla Tetčiněves stejnou historii s Úštěkem.

## Obyvatelstvo
Při sčítání lidu v roce 1921 zde žilo 310 obyvatel (z toho 144 mužů), z nichž byl jeden Čechoslovák, 308 Němců a jeden cizinec. Kromě jednoho evangelíka byli římskými katolíky. Podle sčítání lidu z roku 1930 měla vesnice 311 obyvatel: tři Čechoslováky a 308 Němců. Až na dva evangelíky se ostatní hlásili k římskokatolické církvi.
|                                                           | 1869 | 1880 | 1890 | 1900 | 1910 | 1921 | 1930 | 1950 | 1961 | 1970 | 1980 | 1991 | 2001 | 2011 |
| --------------------------------------------------------- | ---- | ---- | ---- | ---- | ---- | ---- | ---- | ---- | ---- | ---- | ---- | ---- | ---- | ---- |
| Obyvatelé                                                 | 386  | 397  | 401  | 369  | 360  | 310  | 311  | 184  | 166  | 132  | 141  | 110  | 126  | 117  |
| Domy                                                      | 76   | 76   | 79   | 78   | 78   | 77   | 76   | 56   | 64   | 32   | 33   | 38   | 45   | 55   |
| Počet domů z roku 1961 zahrnuje domy místní části Rochov. |      |      |      |      |      |      |      |      |      |      |      |      |      |      |

## Pamětihodnosti
- Empírová kaplička se zvonicí
- Domy čp. 8, 15, 63
- Usedlost čp. 38